# (3585) Goshirakawa
(3585) Goshirakawa ist ein Asteroid des Hauptgürtels, der am 28. Januar 1987 von den japanischen Astronomen Tsuneo Niijima und Takeshi Urata am Observatorium in Ōta (IAU-Code 887) in der japanischen Präfektur Gunma entdeckt wurde.
Benannt wurde der Asteroid nach Go-Shirakawa (1127–1192), dem 77. Tennō von Japan, der als Nachfolger seines Vaters Toba die von diesem etablierte Klosterherrschaft (insei) bis zu seinem Tode 1192 fortführte.